# Robert Leckie
Robert Bob Leckie (Philadelphia, 18 december 1920 - 24 december 2001) was een Amerikaans marinier, journalist en schrijver. Tijdens de Tweede Wereldoorlog vocht hij in de Grote Oceaan en Azië. Mede op basis van zijn memoires Helmet for my pillow werd de miniserie The Pacific gemaakt.

## Jeugd
Leckie werd geboren in Philadelphia en was van Ierse afkomst. Hij groeide op in Rutherford, New Jersey. Op 16-jarige leeftijd werd hij sportverslaggever voor de The Bergen Evening Record in Hackensack, New Jersey.

## Tweede Wereldoorlog
Leckie meldde zich in december 1941 aan bij de United States Marine Corps. Als marinier in het 2e Bataljon, 1e Regiment, 1e Mariniersdivisie nam hij deel aan de Slag om Guadalcanal, de Slag om Cape Gloucester en de Slag om Peleliu. Bij de inname van het vliegveld van Peleliu raakte Leckie gewond en hij keerde terug naar de Verenigde Staten.

## Na de oorlog
Na de oorlog was Leckie werkzaam als journalist voor de Associated Press, de Buffalo Courier-Express, de New York Journal American, de New York Daily News en The Star-Ledger. Naar aanleiding van zijn ervaringen tijdens de Tweede Wereldoorlog schreef hij het boek Helmet for my pillow (1957). Later schreef Leckie nog meer dan veertig boeken over de Amerikaanse oorlogsgeschiedenis, van de negentiende-eeuwse oorlogen tot Desert Storm in 1991. Hij overleed in 2001 aan de gevolgen van de ziekte van Alzheimer.

## The Pacific
In de miniserie The Pacific wordt het personage van Robert Leckie vertolkt door acteur James Badge Dale.
- Bibsys: 90357872
- Biblioteca Nacional de España: XX4970878
- Bibliothèque nationale de France: cb12748725p (data)
- CiNii: DA01983296
- International Standard Name Identifier: 0000 0001 2128 5891
- Library of Congress Control Number: n50046470
- Bibliotheek van het Japanse parlement: 00523675
- Nationale Bibliotheek van Tsjechië: jn20001005490
- Nationale Bibliotheek van Israël: 987007314474105171
- Nederlandse Thesaurus van Auteursnamen: 069380570
- Système universitaire de documentation: 086118374
- Virtual International Authority File: 38162728
- WorldCat: E39PBJycR8vGVCYq6vmpPHDyVC